# Visavuori
Visavuori (finnois : Visavuori) est un musée situé dans le quartier de Sääksmäki à Valkeakoski en Finlande.

## Présentation

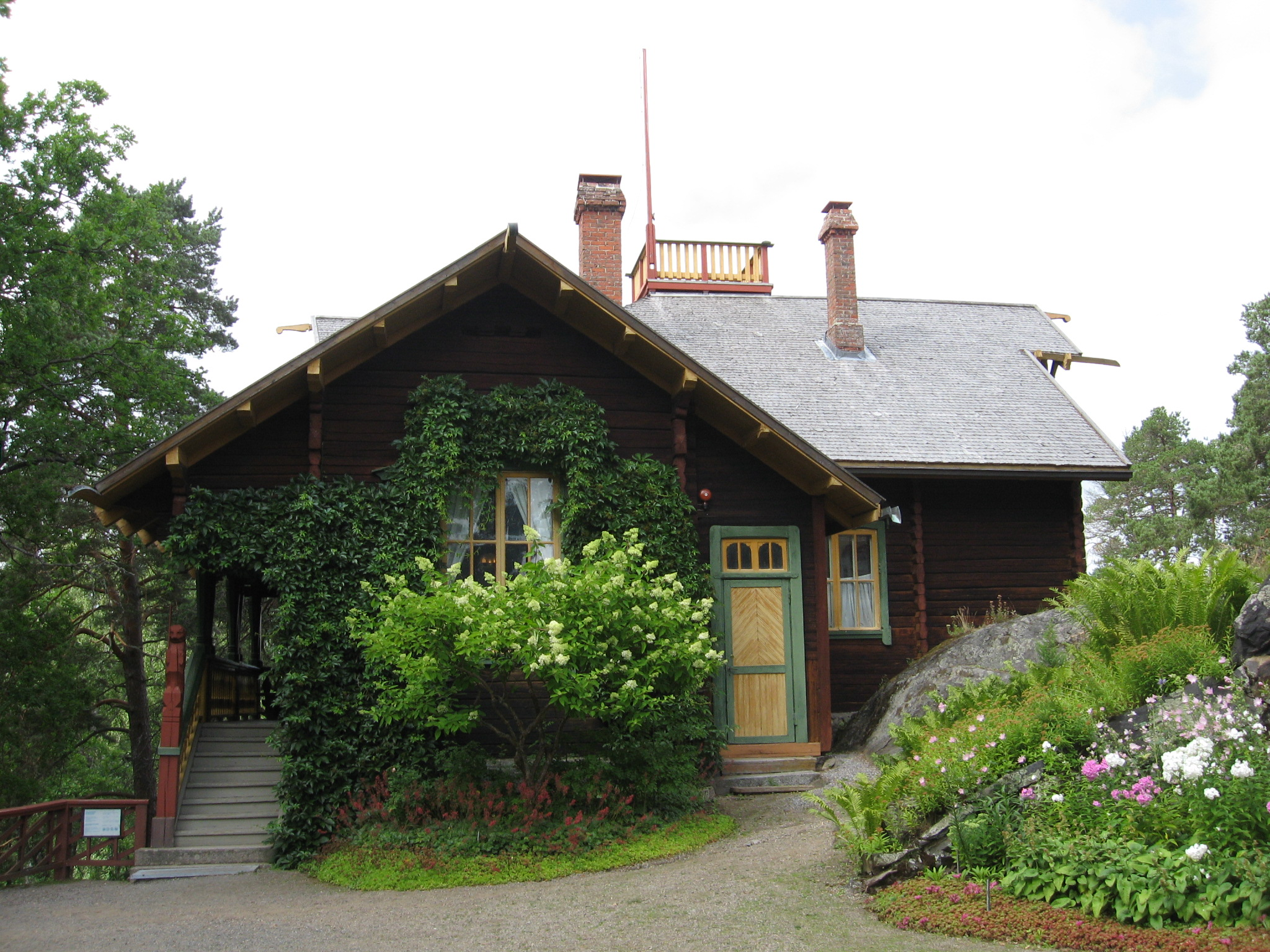
La maison d'habitation

Visavuori est l'ancien atelier et l'ancienne maison d'Emil Wikström qui est construite sur la rive sud du lac Vanajavesi dans le quartier Sääksmäki à Valkeakoski.
Emil Wikström fait construire progressivement son atelier entre 1893 et 1912. 
Au début, à cet endroit il y a une maison en rondin de style carélien bâtie en 1893–1894. 
Cette bâtisse accueille alors l'atelier et l'habitation mais elle est endommagée par un incendie en 1896, et Wikström fit construite deux bâtiments séparé pour son atelier et son logement.
En 1902, une maison de style nationaliste romantique est terminée et en 1903 un atelier de style d’Europe centrale auquel Emil Wikström ajoute un observatoire.
En 1912, Wikström agrandit son atelier ainsi qu'un jardin et une tribune d'orgue pour son frère.
Une grande partie des meubles a été achetée à Paris.
Depuis 1967, Visavuori, propriété de la fondation du musée de Visavuori, est un musée ouvert au public http://www.visavuori.com/.
Depuis 1990, dans l'ancien jardin d'hiver on peut voir des dessins satiriques de son petit fils Kari Suomalainen (fi).